# 파비안 홀란트
파비안 홀란트(독일어: Fabian Holland, 1990년 7월 11일 ~ )는 독일의 축구 선수이다. 현재 독일 분데스리가의 SV 다름슈타트 98에서 활약하고 있다.